# Iran-Airtour-Flug 945
Der Iran-Airtour-Flug 945 (Flugnummer IATA: B9945 ICAO: IRB945, Funkrufzeichen: AIRTOUR 945) war ein Inlandslinienflug der Iran Airtour von Bandar Abbas nach Maschhad. Am 1. September 2006 ereignete sich auf diesem Flug ein schwerer Flugunfall, als eine Tupolew Tu-154M der Fluggesellschaft bei der Landung auf dem Flughafen Maschhad von der Landebahn abkam und in Brand geriet. Bei dem Unfall kamen von den 148 Personen an Bord der Maschine 28 Menschen ums Leben.

## Maschine
Bei der betroffenen Maschine handelte es sich um eine 1988 gebaute Tupolew Tu-154M, welche die Werknummer 88A788 trug. Die Maschine wurde am 10. November 1988 mit dem Luftfahrzeugkennzeichen CCCP-85650 an die Aeroflot ausgeliefert. Im Jahr 1992, nach dem Zusammenbruch der Sowjetunion, meldete die Aeroflot die Maschine auf das neue, russische Luftfahrzeugkennzeichen RA-85650 um. Im Jahr 2000 übernahm die ungarische Pannon Airlines die Maschine und ließ sie mit dem neuen Kennzeichen HA-LCX zu. Am 23. Mai 2002 ging die Maschine in die Flotte der russischen Awialinii 400 über, die sie mit dem bulgarischen Kennzeichen LZ-LCI zuließ. Vom 1. Januar 2003 bis zum 24. April 2003 war die Maschine an die Bulgarian Air Charter verleast, anschließend kehrte sie in die Flotte ihrer Leasinggeberin zurück. Am 29. März 2004 ließ die Awialinii 400 die Maschine wieder mit ihrem ehemaligen russischen Kennzeichen RA-85650 zu. Am 12. April 2004 wurde die Maschine an die Iran Airtour übergeben und von dieser mit dem Luftfahrzeugkennzeichen EP-MCF zugelassen. Das dreistrahlige Mittelstrecken-Schmalrumpfflugzeug war mit drei Strahltriebwerken des Typs D-30KU-154-II ausgestattet. Bis zum Zeitpunkt des Unfalls hatte die Maschine auf insgesamt 2.200 Flügen 19.000 Betriebsstunden absolviert.

## Passagiere und Besatzung
An Bord der Maschine befanden sich 137 Passagiere, die den Inlandslinienflug von Bandar Abbas nach Maschhad gebucht hatten, sowie elf Besatzungsmitglieder.

## Unfallhergang
Der Flug wurde zur Mittagszeit durchgeführt und verlief bis zum Anflug auf Maschhad ohne besondere Vorkommnisse. Die Besatzung erhielt von der Anflugkontrolle die Freigabe zum Anflug auf Landebahn 14L. Passagiere berichteten von Turbulenzen kurz vor der Landung. Nach der Landung, die um 13:45 Uhr erfolgt war, platzte ein Reifen des Bugfahrwerks. Die Maschine kam nach links von der Landebahn ab und die linke Tragfläche streifte den Boden. Die Tupolew geriet daraufhin in Brand. Nachdem sie zum Stehen gekommen war, wurde die Maschine evakuiert. Bei dem Unfall kamen 28 Personen ums Leben.